# Calle Juan Rabadán
La calle Juan Rabadán, anteriormente denominada calle Caldereros, es una vía pública del centro histórico de la ciudad española de Sevilla.

## Descripción
La vía, cuyo título antiguo era de origen gremial, discurre desde la plaza de San Lorenzo hasta la calle Torneo. Aparece descrita en la Noticia histórica del origen de los nombres de las calles de esta ciudad de Sevilla (1839) de Félix González de León con las siguientes palabras:

Calle de los Caldereros. El estar tan inmediata esta calle à la Calderería, da indicios de que acaso vivieron por aquí los de este oficio, mas esto no consta. La presente calle está en el cuartel C. y parroquia de san Lorenzo. Es muy ancha y pasa de la plaza de san Lorenzo à la calle de la Cabra.
(González de León, 1839, pp. 214-215)